# Теран, Карлос
Ка́рлос Тера́н Ди́ас (исп. Carlos Terán Díaz; род. 24 сентября 2000, Турбо, Колумбия) — колумбийский футболист, защитник клуба «Чикаго Файр».

## Клубная карьера
Теран начал профессиональную карьеру в клубе «Энвигадо». 30 января 2019 года в матче против «Депортиво Пасто» он дебютировал в Кубке Мустанга.
21 августа 2020 года Теран перешёл в клуб MLS «Чикаго Файр», подписав контракт до сезона 2024 с опцией продления на сезон 2025. В главной лиге США он дебютировал 28 октября в матче против «Филадельфии Юнион», выйдя на замену на 78-й минуте. 22 сентября 2021 года в матче против «Нью-Инглэнд Революшн» он забил свой первый гол за «Файр». 29 апреля 2023 года Теран подписал с «Чикаго Файр» новый контракт до конца сезона 2026 с опцией продления на сезон 2027.

## Международная карьера
В 2019 года Теран в составе молодёжной сборной Колумбии принял участие в молодёжном чемпионате мира в Польше.